# 德拉肯国际
德拉肯国际（Draken International, LLC）是一家美国空军培训公司，该公司位于佛罗里达州莱克兰的莱克兰林德国际机场，并在内华达州内利斯空军基地设有运营基地。
它为美国国防部提供假想敌培训、密接空中支援、飞行训练等服务，拥有一支退役军用飞机编队，有大约70架喷气式飞机，运营着世界上最大的私有前军用战术喷气式飞机机队。飞行员也来自美军。

## 历史
它由贾里德·艾萨克曼于2012年1月在莱克兰林德国际机场成立 。2015年，该公司获得了威斯康星州沃尔克机场空军国民警卫队等军队合同，此外还与法国海军签订了合同。
它是2019年10月获得美国作战空军IDIQ合同的七家公司之一。同年，艾萨克曼将公司出售给黑石集团。